# Carl Helbling (Germanist)
Carl Helbling (* 16. Dezember 1897 in Rapperswil (SG); † 17. Juli 1966 in Zürich) war ein Schweizer Germanist.

## Leben
Nach seiner Promotion 1922 war er zunächst Gymnasiallehrer, später ausserordentlicher Professor an der ETH Zürich. Er verfasste verschiedene Schriften zur deutschen und Schweizer Literatur und Kultur. So war Helbling Herausgeber der Abteilung A der Schriftenreihe Sprachgut der Schweiz - Hefte für den Deutschunterricht (Eugen Rentsch-Verlag Erlenbach-Zürich). Grosse Verdienste erwarb er sich als Herausgeber der Werke und Briefe der Sämtlichen Werke Gottfried Kellers sowie dessen Gesammelten Briefe (5 Bände, 1950–54).
Helbling war verheiratet. Sein Sohn Hanno Helbling wurde Schriftsteller, Übersetzer und Feuilletonredaktor.

## Werke
- Mariafeld. Fretz & Wasmuth, Zürich 1951.
- General Ulrich Wille. Fretz & Wasmuth, Zürich 1957.